# Worth1000
Worth1000 è stato uno dei più famosi e autorevoli siti Internet in lingua inglese dedicati al ritocco fotografico, progettato da Avi Muchnick e Israel Derdik. Il nome viene dal motto "una foto vale più di mille parole".
Aperto il 1º gennaio 2002, è arrivato a ospitare oltre 340000 immagini uniche, realizzate all'interno di concorsi pubblici a tema, come "Pleasantville", "Chimaera" o "Fountain of Age".
A metà del 2003, Worth1000 ha cominciato a ospitare anche concorsi per fotografia, testo e multimedia.
Il 2012 è stato un anno critico per il sito. A causa della necessità di sviluppare un sito nuovo e moderno, con quello esistente ormai datato e non più in grado di reggere il traffico e la gestione di un database sempre più corposo, Muchnik si trovò di fronte all'abbandono del progetto da parte del team di programmatori che lo aveva seguito finora, incontrando grosse difficoltà nel trovarne di nuovi.
Da qualche tempo impegnato anche sullo sviluppo dell'applicazione di fotoritocco Aviary e da nuovi impegni familiari coi suoi quattro figli, Muchnick riteneva di stare trascurando il sito e nel 2012 avviò delle ricerche per un potenziale acquirente per l'intero progetto, che tuttavia non diedero frutto. Questo portò alla decisione, di chiudere il sito. 

## Chiusura e cessione
Muchnick annunciò in un post pubblico il 12 agosto la chiusura e la trasformazione in un "Museo statico" a partire dal 30 settembre dello stesso anno, appoggiandosi a servizi di hosting commerciali e ad un semplice sistema di migrazione su Javascript, eliminando così ogni necessità di programmazione, moderazione o mantenimento, ma mantenendo almeno una parte degli introiti pubblicitari.
A causa di ritardi tecnici, il sito è stato chiuso il 1 ottobre 2013. Dopo alcune settimane è stata resa pubblica la notizia dell'acquisto da parte di Emerge Media, che nei mesi successivi ha migrato i contenuti sui propri server riaprendo brevemente le attività del sito, e avviando un rebranding e un redesign. L'operazione tuttavia è fallita, a causa di una community ormai dispersa e di una lenta ma inesorabile perdita di popolarità, già avviata da tempo e aggravata dalla chiusura temporanea.
Il rebranding è stato tuttavia interrotto ed il sito è stato acquisito nel giugno 2014 dalla società australiana DesignCrowd, che solo a fine 2015 ne ha migrato i contenuti sul proprio sito. Nel 2016 il sito originale è stato reso inaccessibile, conservando solo alcune gallerie e tutorial, di fatto cessando completamente ogni attività in termini di concorsi e community ed eliminando parte dell'archivio.
La migrazione ha da subito creato numerose polemiche per il fatto che DesignCrowd ha convertito senza richiedere autorizzazione gli account dei membri di Worth1000 in account DesignCrowd, offrendo solo la possibilità di "opt-out" invece che usare un meccanismo "opt-in".

## Influenze
Nel mondo anglosassone Worth1000 è stato ripetutamente menzionato in svariate pubblicazioni e programmi radiotelevisivi, tra cui PC Magazine, Good Morning America, BBC, CNN, New York Times, Weekly World News, USA Today e molti altri. Innumerevoli anche le menzioni da parte della stampa italiana, dal Corriere della Sera a Repubblica fino a "netzine" come Mondo Informatico
Worth1000 e i suoi membri hanno anche creato alcuni libri sulla manipolazione digitale delle immagini, come "When Pancakes Go Bad: Optical Delusions with Adobe Photoshop".
Muchnick e Derdik sono stati creatori creatore del software freemium di fotoritocco digitale, Aviary, sviluppato successivamente anche come applicazione per tablet e smartphone grazie ad un investimento esterndo id 7 milioni di dollari da parte di Jeff Bezos e Spark Capital. L'applicazione è stata acquisita da Adobe nel 2014, che la ha inclusa in Adobe Creative Cloud fino alla cessazione del servizio nel 2018.